# De Blasio (famiglia)
La famiglia de Blasio o de Blasiis è stata una famiglia nobile italiana.

## Storia

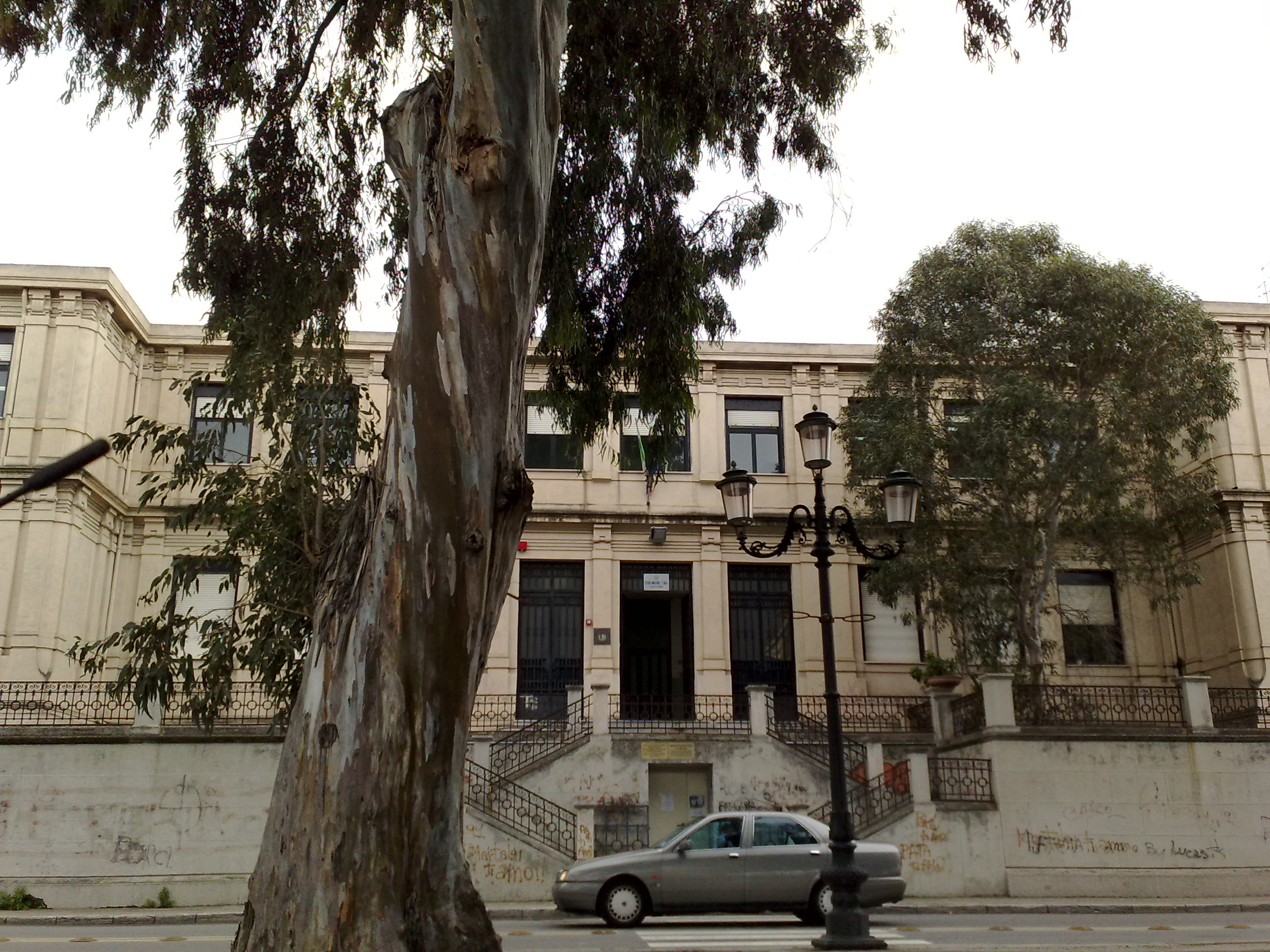
Palazzo De Blasio, Reggio Calabria

Famiglia antichissima, le cui notizie sono scarse, che si ritiene essere originaria di Roma e precisamente essere discesa da Gneo de Blasio, console romano, e Caio Cornelio Blasio, pretore in Sicilia.
Godette di nobiltà a Benevento, nella quale si hanno le prime notizie sui suoi esponenti, a partire da Alfonso de Blasio, vissuto nella prima metà del XVII secolo, figlio di una dama della famiglia Orsini, il cui nome è ignoto, che fu barone di Raopinella, principe dell'Accademia dei Ravvivati, patrizio romano, e capitano e sergente maggiore dell'esercito beneventano, e si sposò con Isabella Latino. Altri membri noti della famiglia furono Gabriele e Giovanni Battista de Blasio, consiglieri del re Ferdinando il Cattolico, e Filippo de Blasio, capitano e condottiero del re Filippo III di Spagna e del duca Carlo Emanuele I di Savoia. Uno dei  figli del suddetto Alfonso, Geronimo de Blasio, fu stroncato insieme ai figli da un'epidemia di peste nell'anno 1656. Della famiglia sopravvissero tuttavia alcuni membri rifugiatisi anni prima in Sicilia, Sulmona e Reggio Calabria (dove si trova uno degli edifici ad essa intitolati, il Palazzo De Blasio), che si estinsero poi nel XVIII secolo.
La famiglia possedette nel corso del tempo un totale di 11 baronie (Cavarretto, Diesi, Guardialfiera, Mondola, Molise, Palizzi, Pietrapennata, Raopinella, Roio, Sanblasio e Sparacia) ed un'unica contea, la contea di Vastofalcone.
Usava portare uno stemma d'azzurro ad un libro aperto d'oro avente nella facciata destra la parola Bla-si-us ed in quella a sinistra la parola Fa-ci-to scritte in nero in tre righe, sormontato da una stella cometa d'oro posta nel punto di onore del capo.